# Kinimou
Kinimou est une localité située dans le département de Bondokuy de la province du Mouhoun dans la région de la Boucle du Mouhoun au Burkina Faso.

## Géographie
Le village est administrativement rattaché à celui de Koko.

## Économie
L'agro-pastoralisme est l'activité principal de Kinimou, en particulier la culture du coton pour lequel le village possède un silo de stockage.

## Santé et éducation
Le centre de soins le plus proche de Kinimou est le centre de santé et de promotion sociale (CSPS) de Bondokuy.